# Pont de Baro
El Pont de Baro és un pont de carretera, del traçat antic de la N-260 damunt del Riu d'Escós, situat a l'extrem occidental del poble de Baro de Davall, en el terme municipal de Soriguera (antic terme d'Estac). Està situat al costat del punt quilomètric 289,5 (la carretera actual ja no hi passa). És a 642,6 m alt.
Es tracta d'un vell pont de carretera, construït en el primer terç del segle XX en el decurs de la construcció d'aquesta carretera.